# 辺

三角形の2つの頂点の間にある3辺AB、BC、CA。
多角形は辺で囲まれている。この正方形には4つの辺がある。
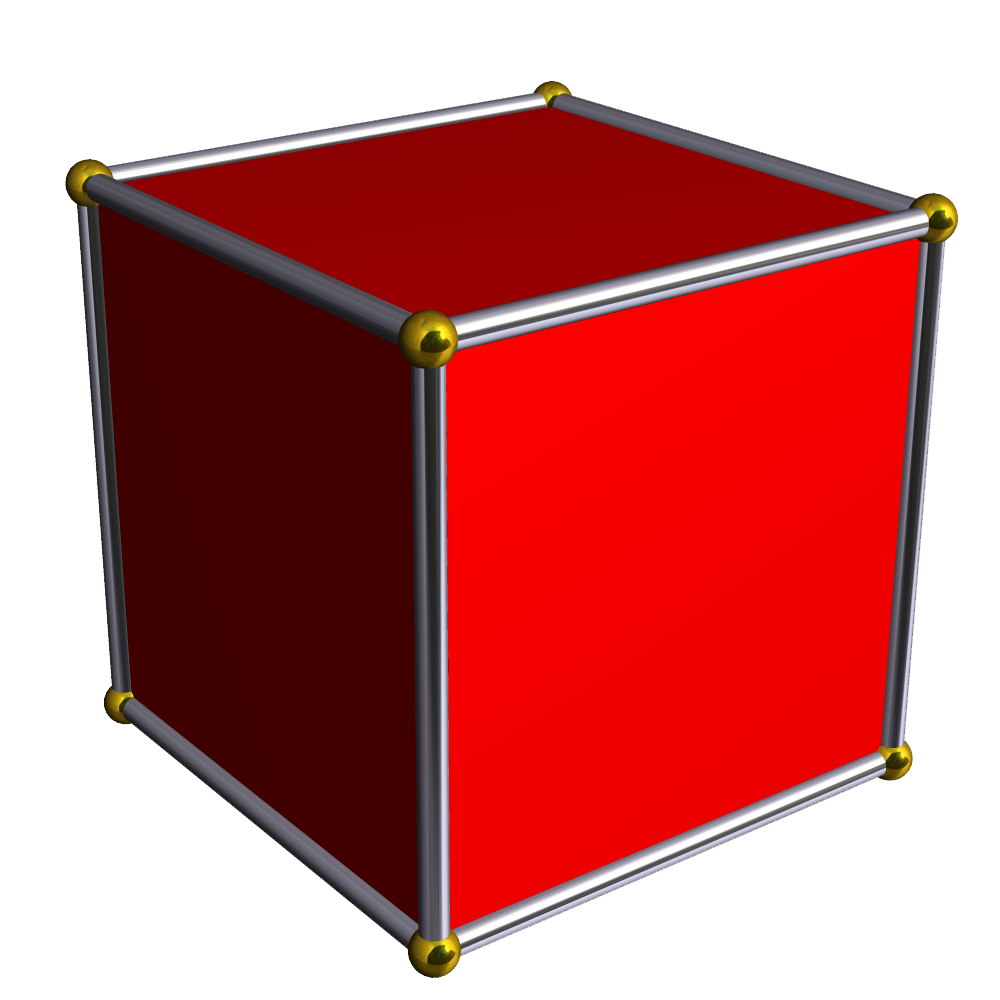
この立方体のような多面体では、すべての辺が2つの面で共有される。
この正八胞体の投影に見られるように、すべての辺は多胞体内の3つ以上の面に共有される。

辺（へん、英:side（二次元図形）、edge（三次元図形、ただし円柱の辺の様に線分でないものはこう呼ばれない））は、特定の“図形”の中で 1 次元の“部分”となっている、両端に頂点と呼ばれる特別の点を 0 次元の“部分”として含むような線分である。

## 概要
辺は“線分”であり通常はまっすぐであるものを指すが、位相幾何学（トポロジー）的な文脈など、場合によっては曲がっていても構わずに辺と呼ぶことがある。
等式において等号を挟む両の側の対象をそれぞれ辺 (side) と呼ぶのとは別の概念である。
辺と呼ばれる“部分”を含むような“図形”としては例えば、多角形、グラフ理論におけるグラフ、単体的複体などを挙げることができる。
正確に辺の概念を考えるためには、頂点と呼ばれる点の集合 V の部分集合からなる集合族の族 D を図形として捉えて、V の二つの頂点 v, w に対して、D に含まれる {{v}, {w}, {v, w}} の形（あるいはこれに空集合を含めた形）に表される集合、あるいは同じことではあるが、{v, w} の冪集合に順序同型なる集合が辺であるというのが適当である。ユークリッド空間内の点集合を図形と捉えるような立場では、このような D と図形とが一対一に対応すると考えることは望むべくもない。
特に辺上には無数の点が乗っており、頂点を決めても辺が一意的に決まるわけではない。それでもなお、辺はこのような方法によって図形の中の“部分”として特徴付けられる。